# St. Elmo (Illinois)
St. Elmo es una ciudad ubicada en el condado de Fayette en el estado estadounidense de Illinois. En el Censo de 2010 tenía una población de 1426 habitantes y una densidad poblacional de 563,54 personas por km².

## Geografía
St. Elmo se encuentra ubicada en las coordenadas 39°1′25″N 88°51′8″O / 39.02361, -88.85222. Según la Oficina del Censo de los Estados Unidos, St. Elmo tiene una superficie total de 2.53 km², de la cual 2.47 km² corresponden a tierra firme y (2.46%) 0.06 km² es agua.

## Demografía
Según el censo de 2010, había 1426 personas residiendo en St. Elmo. La densidad de población era de 563,54 hab./km². De los 1426 habitantes, St. Elmo estaba compuesto por el 98.88% blancos, el 0.28% eran afroamericanos, el 0% eran amerindios, el 0% eran asiáticos, el 0% eran isleños del Pacífico, el 0% eran de otras razas y el 0.84% pertenecían a dos o más razas. Del total de la población el 0.91% eran hispanos o latinos de cualquier raza.